# Prosper Bracht
Prosper Vincent Friedrich Bracht (* 8. März 1811 in Recklinghausen; † 11. Februar 1885 in Darmstadt) war ein deutscher Burschenschafter, Jurist, Vermögensverwalter, Unternehmer und Autor.

## Leben
Bracht war Sohn des Düsseldorfer Anwalts Friedrich Bracht und dessen Ehefrau Katharina Antoinette Salome von Dorsten (1782–1855), Bruder des 1845 nach Texas ausgewanderten Kaufmanns Viktor Bracht sowie Neffe des vestischen und arenbergischen Rentmeisters Franz Anton Bracht. Er wuchs ab 1817 in Düsseldorf-Bilk auf und war Schüler des Königlichen Gymnasiums Düsseldorf, das er Ostern 1828 mit Auszeichnung verließ, um Rechtswissenschaft zu studieren. Er belegte das Fach an der Rheinischen Friedrich-Wilhelms Universität in Bonn und an der Ludwig-Maximilian-Universität in München. 1829 wurde er Mitglied der Burschenschaft Germania Bonn, 1830 der Burschenschaft Germania München, die damals mit politisch links stehenden Abgeordneten und Journalisten in enger Verbindung stand und für ihre „Polenschwärmerei“ bekannt war.
Als 1833 das Gerücht kursierte, das Königreich Preußen würde in der Rheinprovinz das Allgemeine Preußische Landrecht einführen, trat Bracht mit einer 1834 in Düsseldorf herausgegebenen Schrift für die Beibehaltung und Fortentwicklung freiheitlicher Normen, wie sie dem in den Rheinlanden noch geltenden Rheinischen Recht zu eigen waren, an die Öffentlichkeit. Durch „seine Theilnahme an der hochverrätherisch-burschenschaftlichen Verbindung in München“ geriet er zusammen mit seinem Bruder Felix Franz Friedrich Bracht (1808–1882, 1849 nach Texas emigriert), Karl Heinrich Brüggemann und anderen in den Fokus der Demagogenverfolgung, als er Auskultator im preußischen Staatsdienst war. Am 2. September 1834 stellte ein Untersuchungsrichter des Kammergerichts in Berlin einen Steckbrief auf Bracht aus. Am 4. August 1836 verurteilte ihn das Kammergericht in Abwesenheit zu zwanzigjähriger Festungshaft. Damit war auch der Verlust des Amts eines Auskultators und der preußischen Staatsbürgerschaft verbunden. Er ist im Schwarzen Buch der Frankfurter Bundeszentralbehörde (Eintrag Nr. 160) festgehalten.
Noch im Jahr 1834 hatte sich Bracht durch Auswanderung in Sicherheit gebracht. Er war nach Belgien geflohen und lebte einige Jahre als Advokat in Verviers, wo er 1841 Rosalie Franziska „Rose“ Zurstraßen (1819–1889) heiratete, die Tochter des Textilunternehmers Joseph Heinrich Zurstraßen (1789–1868) und dessen Ehefrau Catherine „Louise“ (1785–1871). Das Paar hatte zwei Töchter und vier Söhne, darunter den späteren Maler Eugen Bracht, der 1842 in Morges am Genfersee geboren wurde, als der Vater in die Dienste des großherzoglich hessischen Generalleutnants Heinrich Graf von Oyen zu Fürstenstein (1771–1850) getreten war.
Dessen Witwe, der Gräfin Maximiliana, einer geborenen Gräfin Bertrand von Perusa (1786–1864), folgte er 1850 als Justiziar und Vermögensverwalter nach Darmstadt. Als ehemalige Oberhofmeisterin der Großherzogin Luise hatte Gräfin Maximiliana beste Beziehungen zum Darmstädter Hof, die auch Bracht zugutekamen. Nach ihrem Tod, 1864, trat Bracht in die Dienste des Freiherrn Philipp Wambolt von Umstadt (1828–1887), eines großherzoglich hessischen Kammerherrn. Bracht pflegte Kontakte zu Darmstädter Künstlern und war Mitglied des Kunstvereins Darmstadt.
Neben den genannten Engagements betätigte sich Bracht unternehmerisch. 1855 war er Betriebsdirektor und Aktionär des 1853 gegründeten Darmstädter Gaswerks, der Darmstädter Aktiengesellschaft für Gasbeleuchtung. Ferner war er Aktionär und Vertreter der Maschinenfabrik und Eisengießerei Darmstadt AG. Außerdem gehörte er 1857 zu den Initiatoren der Hessischen Ludwigsbahn und 1864 zu den Gründern der Bauverein AG in Darmstadt. Im Vorstand des Bauvereins wirkte er von dessen Gründung bis zu seinem Tod.

## Schrift
- Die Ansprüche unserer Zeit an die bürgerliche Gesetzgebung in nächster Beziehung auf die bei der Gesetz-Revision für Rheinpreußen sich ergebenden Fragen. Ein Versuch von Prosper Bracht. Schreiner, Düsseldorf 1834 (Digitalisat des Max-Planck-Instituts für europäische Rechtsgeschichte).